# Джульєтта (фільм)
«Джульєтта» (ісп. Julieta) — іспанський драматичний фільм, знятий Педро Альмодоваром. Світова прем'єра стрічки відбулась 17 травня 2016 року на Каннському кінофестивалі, а в Україні — 11 серпня 2016 року. Фільм розповідає історію жінки на ім'я Джульєтта у двох часових відрізках — зараз і 30 років тому.
Фільм був висунутий Іспанією на премію «Оскар» за найкращий фільм іноземною мовою.

## У ролях
- Емма Суарес — літня Джульєтта
- Адріана Угарте — молода Джульєтта
- Даніель Грао
- Россі де Пальма
- Інма Куеста
- Даріо Грандінетті
- Мішель Хеннер

## Виробництво
Зйомки фільму почались 6 травня 2015 року і проходили в Севільї, Галісії, Мадриді і Арагонських Піренеях.

## Нагороди й номінації
| Список нагород і номінацій | Список нагород і номінацій | Список нагород і номінацій      | Список нагород і номінацій | Список нагород і номінацій | Список нагород і номінацій |
| Кінопремія                 | Дата церемонії             | Категорія                       | Номінант(и)                | Результат                  | Дж                         |
| -------------------------- | -------------------------- | ------------------------------- | -------------------------- | -------------------------- | -------------------------- |
| Каннський кінофестиваль    | 22 травня 2016             | «Золота пальмова гілка»         | «Джульєтта»                | Номінація                  |                            |
| Премія БАФТА               | 12 лютого 2017             | Найкращий фільм іноземною мовою | «Джульєтта»                | Номінація                  | [ 4 ]                      |